# 任舍涅维河
任舍涅维河（俄语：Река Женьшеневый）是滨海边疆区卡瓦列罗沃区的河流，源起多森林的山区，长11公里，在距河口26公里处注入茹拉夫廖夫卡河。河口与普切利内河口相对。

## 引用
1. ↑  . 国家地名名录.
2. ↑  А·П·穆拉诺夫. . 列宁格勒: 气象出版社. 1966 （俄语）.
3. ↑  . 列宁格勒: 气象出版社 （俄语）.
4. ↑  Т·А·基谢尔科瓦娅. . 列宁格勒: 气象出版社. 1977 （俄语）.